# Marco Vinicio Cerezo Arévalo
Marco Vinicio Cerezo Arévalo (Cidade da Guatemala, 26 de dezembro de 1942) foi Presidente da Guatemala de 14 de agosto de 1986 a 14 de agosto de 1991.